# Mycosphaerella horii
Mycosphaerella horii är en svampart som beskrevs av Hara 1917. Mycosphaerella horii ingår i släktet Mycosphaerella och familjen Mycosphaerellaceae.   Inga underarter finns listade i Catalogue of Life.